# Luminator
Il termine Luminator indica un modello di lampada da terra a illuminazione indiretta con diffusore fisso, che proietta la luce sul soffitto.

## Storia
Nel 1926 l'architetto Luciano Baldessari denominò Luminator un prototipo, da lui ideato, di una lampada che poteva fungere anche da appendiabiti. Il prototipo del primo Luminator verrà esposto a Milano nel 1929 e poi presentato in Spagna a livello mondiale a Expo 1929. 
Fu poi sviluppato, nel 1929, come manichino Luminator, in due versioni "Barcellona" e "Bernocchi". Quest'ultimo prende il nome dall'industriale italiano Antonio Bernocchi, che lo brevettò nel 1931 e chiese di disegnarlo tecnicamente all'Architetto Baldessari, che già lavorava agli allestimenti e grafiche della Bernocchi S.A.
Nel 1933 nacque il Luminator di Pietro Chiesa..
Da questi "Luminator" prenderanno ispirazione per le loro lampade a illuminazione indiretta numerosi altri designers tra cui Franco Albini, Achille Castiglioni e Pier Giacomo Castiglioni rivoluzionando il mondo del disegno industriale e del Lighting design.
Il prototipo del Luminator, donato dalla famiglia Bernocchi al Comune di Milano alla fine degli anni venti, viene esposto periodicamente in alcuni dei maggior musei del mondo, nel 2015 è stato oggetto di una mostra al Museo d'Orsay a Parigi.